# Rendez-Vous (fiński zespół muzyczny)
Rendez-Vous – fiński zespół rockowy, powstały w 2002 roku w Halloween. Zespół założyli Juffi i Kimo. Przez rok zespół grał w składzie Juffi, Kimmo, Iwor, Fabio i Rony. Po roku odszedł perkusista Rony, a jego miejsce zajął Tuuras. Podczas nagrywania nowego EP znowu zmienił się perkusista, którym został Tommy. Zespół nagrał EP "Toinen Luku", którym zainteresowały się trzy poważniejsze wytwórnie. Podpisano kontrakt z Warner. W 2006 roku zespół wydał debiutancki album "Valta Vaihtuu". Album sprzedał się w około 1300 sztuk i okazał się albumem tygodnia na YleX. Także single "Kesäyö" i "Toinen Luku" były dość często grane w radiu. Po jakimś czasie z zespołu odszedł Kimmo, a Iwor został gitarzystą. Na basie grał Guutti. W tym czasie zespół zdecydował się odejść z Warnera. Z kilkoma kolejnymi demówkami bezskutecznie szukali kolejnej wytwórni. W tym samym roku zespół nagrał nowe EP "Raivotanssi" z sześcioma piosenkami, które zostały wydane przez ExtemporeChords. Wtedy Fabio odszedł z zespołu, Roni przeszedł na bas, a Guutti na gitarę. Tommi zaczął opuszczać koncerty, a po jakimś czasie stwierdził, że nie chce już grać z Rendez-vous. W końcu latem 2008 do zespołu dołączył perkusista Archie. Następnie zespół rozpoczął nagrywanie nowego albumu "Punaiset Lyhdyt". Basista Rony odszedł z zespołu w maju.

## Skład

### Obecny skład zespołu
- Juffi - wokal
- Tommy - gitara
- Guutti - gitara
- Archie - perkusja
- Simeon - bas

## Dyskografia

### Albumy
- Valta vaihtuu (2006)
- Punaiset Lyhdyt(2010)

### EP
- Viime yönä (2004)
- Toinen luku (2005)
- Raivotanssi (2007)

### Single
- Toinen luku (2006)
- Kesäyö (2006)
- Outolintu / Kankkunen (2006)
- Angela (2010)